# Vestmanna IF
Le Vestmanna IF est un club de handball situé à Vestmanna aux îles Féroé.

## Palmarès
Compétitions nationales
- Championnat des Îles Féroé (24) : 1948, 1950, 1951, 1952, 1954, 1957, 1968, 1975, 1980, 1982, 1983, 1985, 1986, 1987, 1993, 1995, 1997, 1998, 2001, 2002, 2005, 2015, 2016, 2021